# Episcia reptans
Episcia reptans là một loài thực vật có hoa trong họ Tai voi. Loài này được Mart. mô tả khoa học đầu tiên năm 1829.

## Hình ảnh

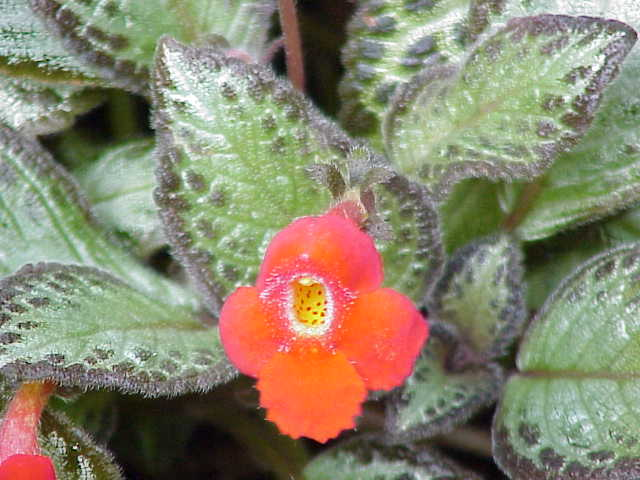
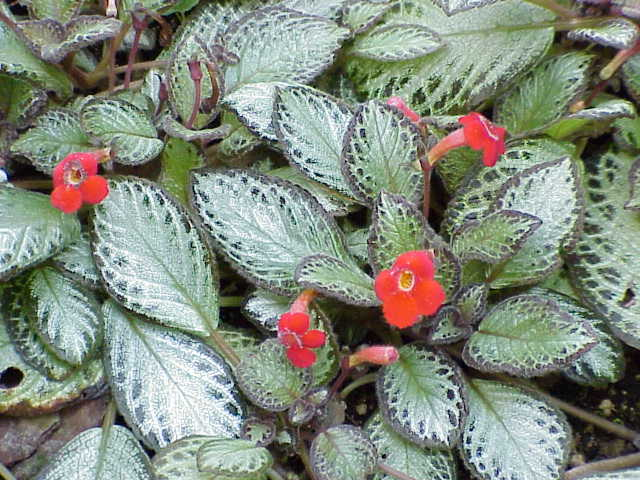